# Jardí de l'antic Manicomi de Sant Boi
El jardí de l'antic Manicomi de Sant Boi aglutina zones verdes amb elements arquitectònics, entre els quals destaquen uns bancs revestits de trencadís, una construcció en forma de cova-cascada i una capella en forma de gruta de rocalla. Es troben en un terreny annex al Centre de Salut Mental de Sant Joan de Déu, a Sant Boi de Llobregat. La seva autoria no està documentada, però per la seva concepció estructural i semblança estilística sembla bastant probable atribuir-la a Antoni Gaudí o algun dels seus col·laboradors, per la seva afinitat amb diverses de les seves obres, especialment el parc Güell. Les obres van ser realitzades entre 1903 i 1912, aproximadament, en estil modernista.

## Història

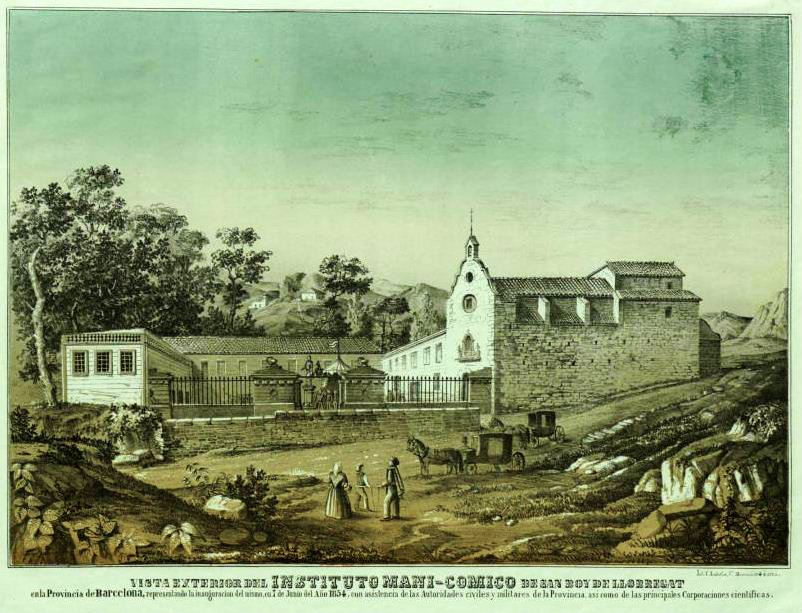
Manicomi de Sant Boi de Llobregat (1854)

El manicomi (o Institut Manicòmic) va ser fundat el 1854 pel psiquiatre Antoni Pujadas i Mayans, un metge, polític i empresari nascut a Igualada el 1812 i mort a Barcelona el 1881. Va ser un dels pioners a Espanya de l'hospitalització en l'àmbit de la salut mental. Va fundar un establiment de banys medicinals i, el 1850, va ser nomenat director de la Casa de Curació de Barcelona, institut que va obrir a la cura de malalts mentals. No obstant això, a causa de les queixes dels veïns, el Govern Civil li va manar establir-se fora de la ciutat, pel que es va dirigir a Sant Boi, localitat en la qual va adquirir l'antic convent de la Visitació, un conjunt religiós regentat per servites que va ser desamortitzat el 1835.
De l'antic convent es conserva l'església de la Mare de Déu dels Dolors, d'estil renaixentista. El conjunt psiquiàtric es va iniciar amb el pavelló d'homes, construït en un estil neobarroc, del qual destaca la seva façana, revestida d'estucs en forma de carreus i amb uns balcons de pedra amb florons. Poc després es va construir el pavelló de dones. A començaments del segle xx es va edificar una nova església, en estil neogòtic.
El 1895, el centre va ser adquirit per l'Orde Hospitalari de Sant Joan de Déu, a instàncies del pare Benedetto Menni, el nou director de l'institut. El centre va passar a estar assistit pels Germans Hospitalaris de Sant Joan de Déu i les Germanes Hospitalàries del Sagrat Cor de Jesús.

## Descripció

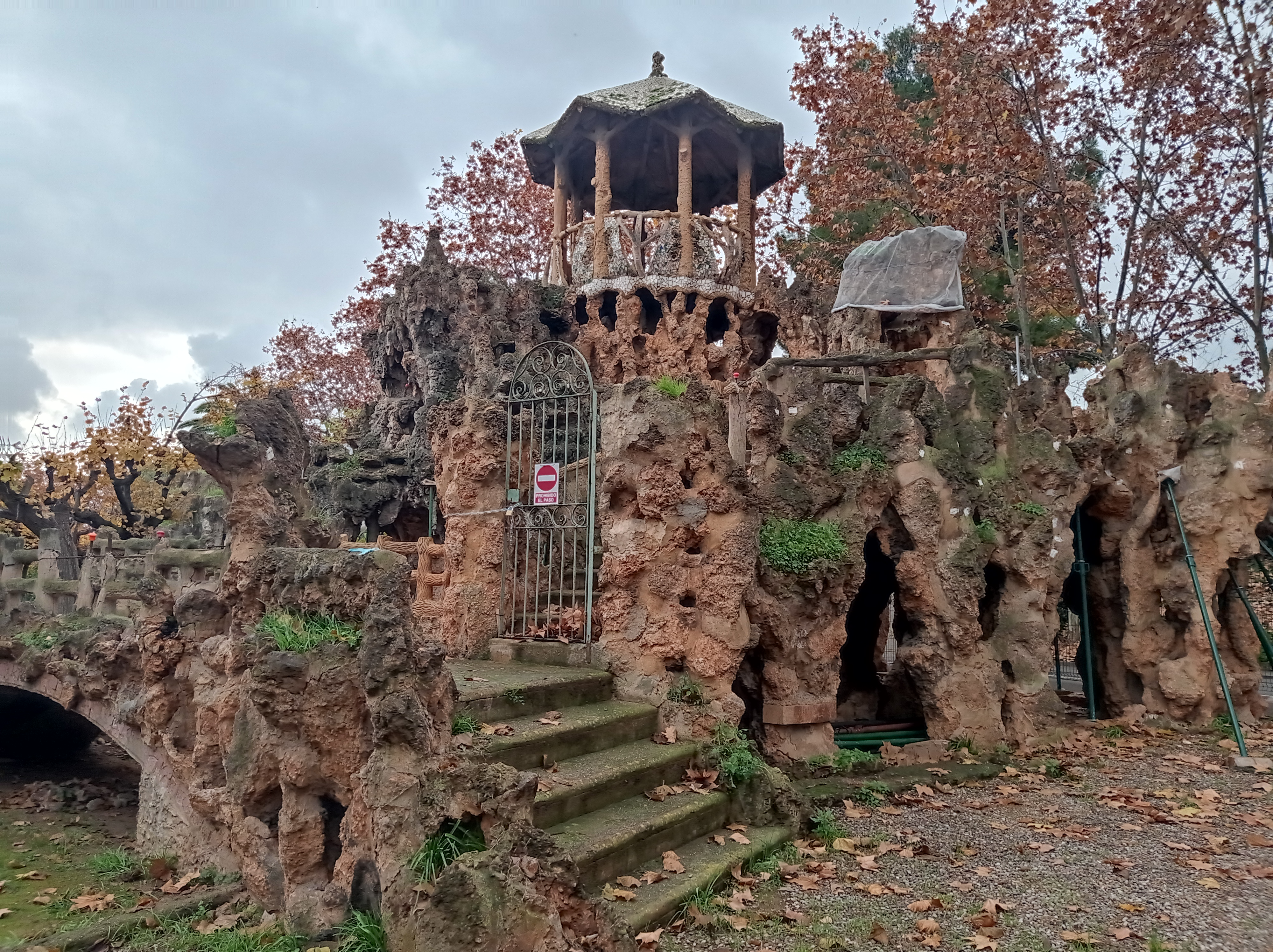
Cova-cascada

El jardí, iniciat el 1903, es va planificar en estil anglès. Estava delimitat pel mur del recinte, dues avingudes i alguns horts, i comprenia diversos camins i parterres, així com un llac. Poc després es van afegir els elements arquitectònics, en estil modernista: una cova-cascada en forma de muntanya artificial rematada per un baldaquí, realitzada el 1906; una gruta de rocalla que servia com a capella a l'aire lliure, situada enmig del llac i construïda el 1911; i una plaça vorejada per uns bancs de trencadís, acabada el 1912 (com mostra la data realitzada en taulell en un dels bancs). El jardí original tenia més elements actualment desapareguts, de menor rellevància, com a ponts, bancs i fonts. També ha desaparegut un dipòsit d'aigua que albergava una rèplica de la muntanya de Montserrat, construït el 1910. D'altra banda, en l'actualitat el llac està sec, així com la cascada que sorgia d'unes fonts en la cova artificial. Cal remarcar que el perímetre del llac recorda la forma de la mar Mediterrània.
La cova-cascada és una construcció de rocalla en forma de muntanya coronada per un baldaquí. La seva estructura es basa en una volta principal de mig hiperboloide de fulla el·líptica còncava sostinguda sobre set pilars de mig hiperboloide de fulla convexa, dels quals sorgeix un conjunt de superfícies corbes nervades, els nervis de les quals es prolonguen fins a la clau de volta i formen l'esquelet de la volta principal. El baldaquí, de planta circular, té una coberta octogonal sostinguda sobre vuit pilars. En un lateral, un pont d'arc catenari i un viaducte amb escales permet accedir a la part superior de la construcció. En una paret lateral hi ha un balcó amb un banc revestit de trencadís. El conjunt està realitzat amb blocs de pedra sense escalabornar, així com petits fragments de quars, gres i conglomerat, lligats amb morter. Les cobertes tenen perfils de ferro i entrebigats de maó.

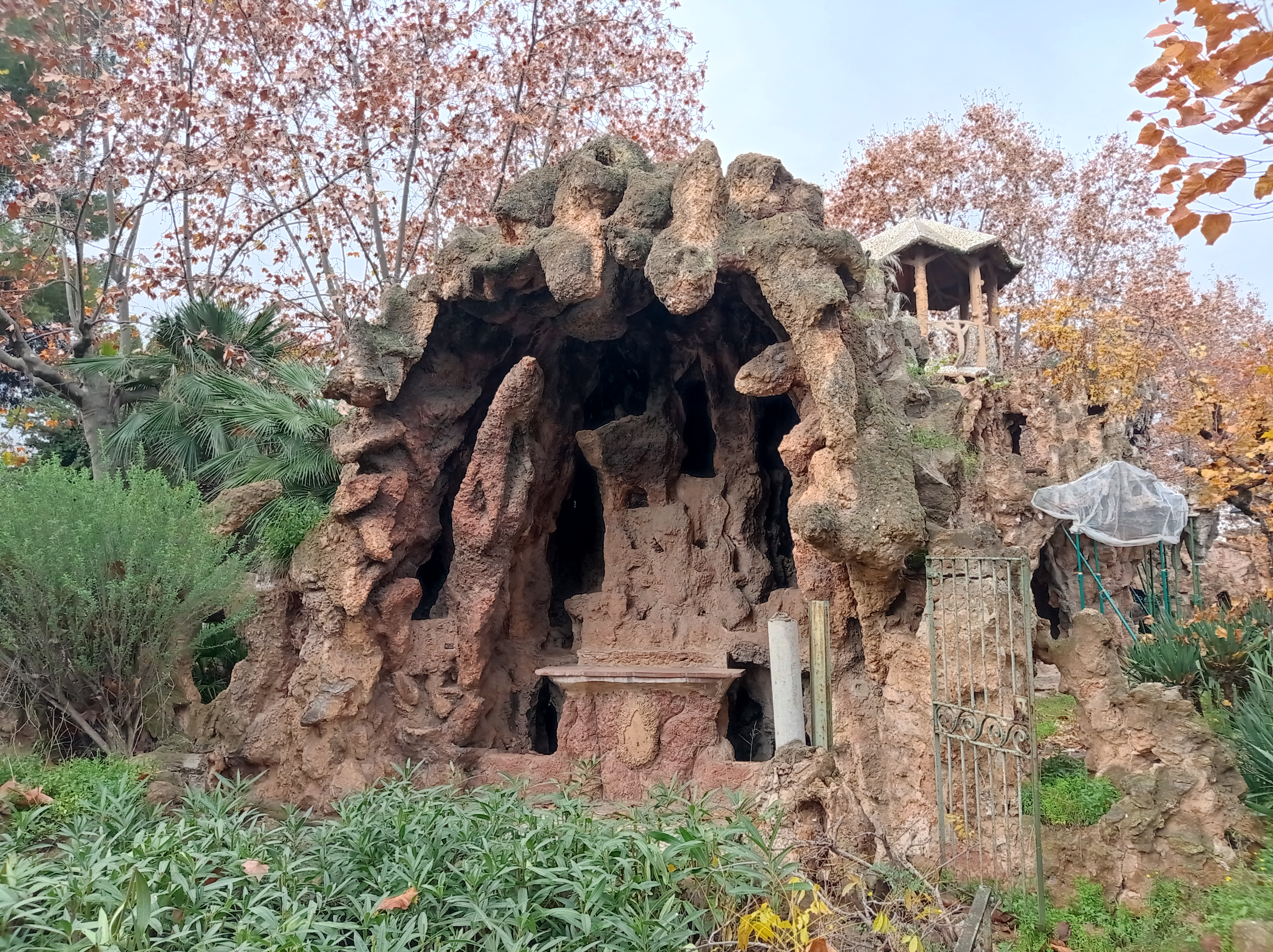
Capella de la Mare de Déu de Lorda

La gruta que feia de capella a l'aire lliure estaba dedicada a la Mare de Déu de Lorda. Té planta semicircular, amb un coberta de volta parabòlica nervada sostinguda per unes estructures verticals adossades amb forma semicilíndrica. La seva forma evoca lleugerament un drac, gràcies a dues obertures superiors que podrien ser els ulls i les formes laterals que assemblen una cua. L'estructura albergava dues fonts que abocaven aigua en el llac i podia assemblar el foc que rajava de les gargamelles del drac. La capella té un altar que albergava una estàtua de la Mare de Déu, ja desapareguda. El material utilitzat és el mateix que en la cova-cascada. En la volta es va utilitzar també malla metàl·lica. D'altra banda, l'estructura albergava unes petites obertures que estaven revestides de vidres de colors.
La plaça dels bancs presenta vuit bancs de diferent longitud, la majoria rectes i un de forma ondulada, realitzats en trencadís de taulell ceràmic de diversos colors, a vegades amb motius geomètrics o vegetals. Tenen una grandària i disposició irregular, amb un moviment ascendent-descendent que forma una composició sinusoidal. Algunes rajoles són circulars, generalment de color blanc, que solen estar fragmentades en tres o quatre trossos, formant creus, X o Y. Un dels bancs presenta la inscripció «año» i un altre «1912». Per fotografies se sap que antigament hi havia més bancs, desapareguts en l'actualitat.

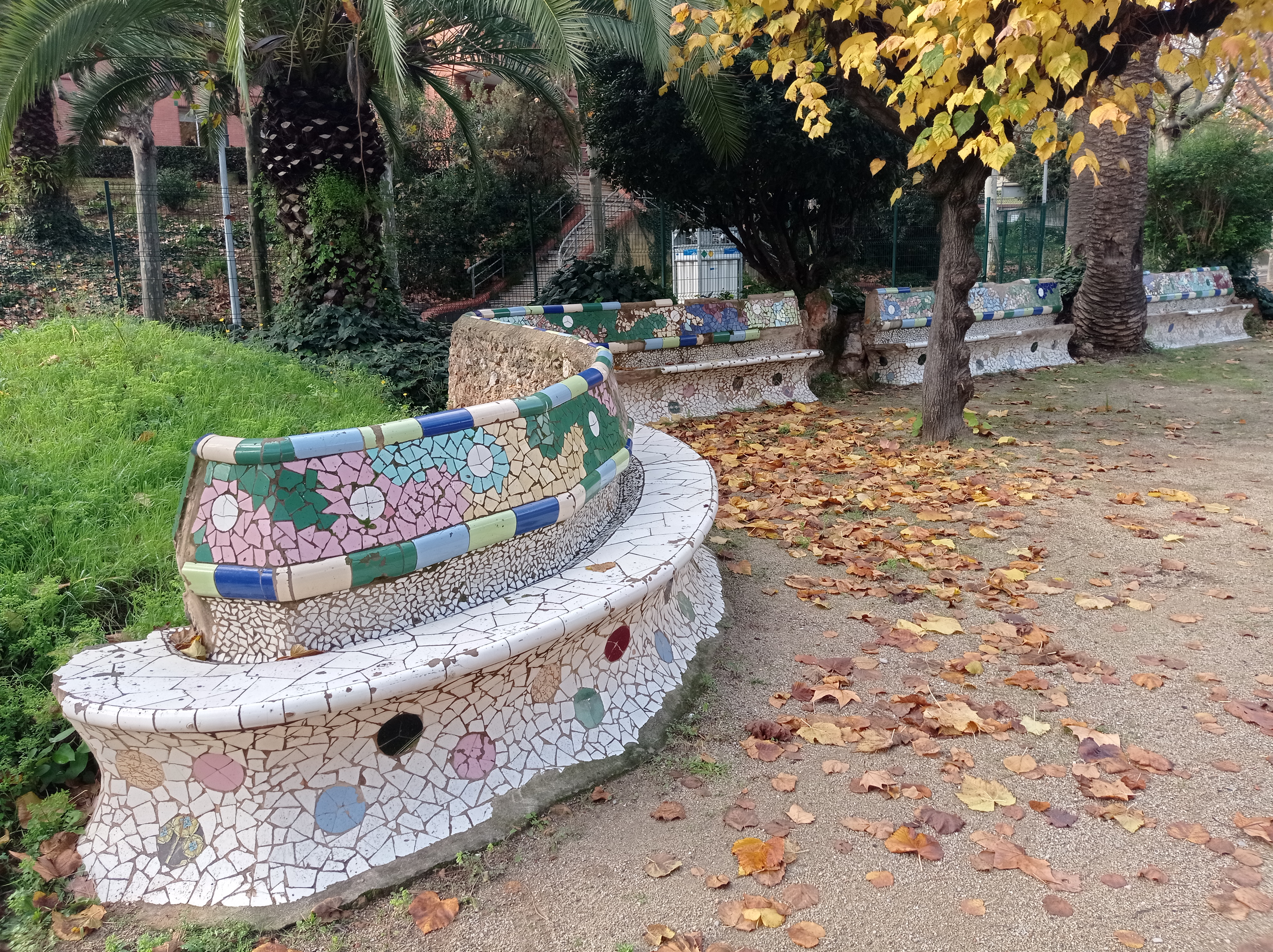
Banc ondulat

Tant els bancs de taulells com segurament bona part de les obres de paleta van ser realitzats pels propis pacients del manicomi, ja que s'empraven aquest tipus de treballs manuals com a teràpia per als malalts mentals. D'aquí podria venir l'aparença una mica naïf del conjunt.
Cal remarcar que aquests bancs van ser realitzats amb anterioritat als del parc Güell, ja que en un d'ells consta la data 1912 realitzada en taulell, mentre que els del parc gaudinià són de 1913-1914. Per això, no es tractaria en absolut d'una imitació, sinó que fa suposar una autoria comuna, un procés creatiu portat en paral·lel en totes dues obres. Potser el jardí de Sant Boi va servir de banc de proves per al parc barceloní, igual que la cripta de la Colònia Güell li va servir a Gaudí com a banc de proves per a la Sagrada Família.

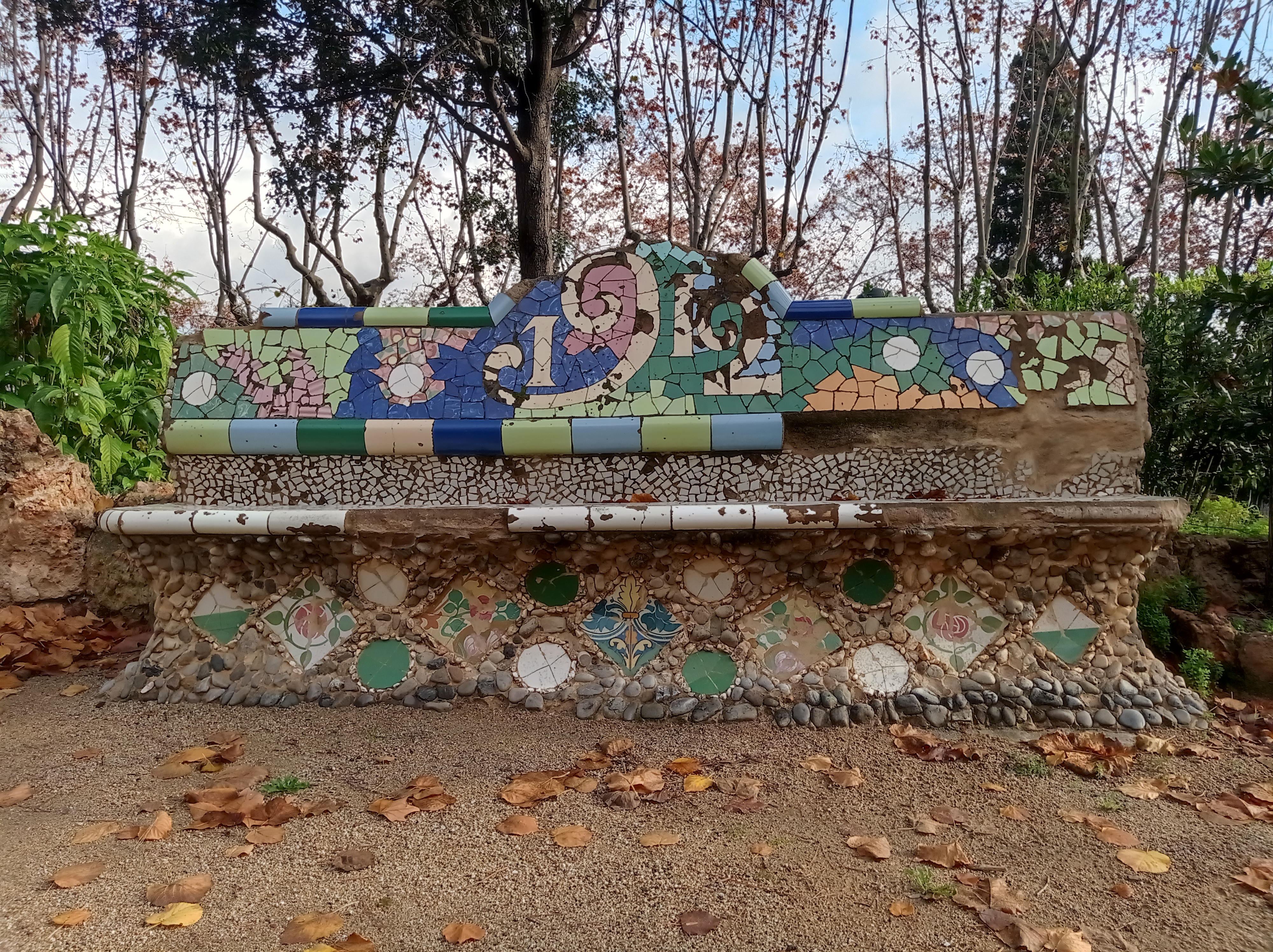
Banc amb la inscripció de l'any 1912

L'autoria d'aquestes obres no està documentada, però sembla bastant probable atribuir-la al cercle de Gaudí: l'ús d'hiperboloides en la cova-cascada apunta directament a l'arquitecte reusenc, que els va usar poc després en la Sagrada Família i va ser el primer arquitecte del seu temps a utilitzar aquesta superfície reglada en el terreny de l'arquitectura. Si no és així serien d'un autor totalment desconegut que no hauria deixat altres vestigis similars amb posterioritat, sinó aquesta obra solitària que, per la seva audàcia estructural, seria gairebé inconcebible veure-la com a obra única i primerenca d'un autor incipient. Això suposaria a més que Gaudí s'hauria copiat d'aquesta solució en la seva obra posterior, hipòtesi poc probable donada la innata originalitat de l'arquitecte, que mai va agradar d'emular a altres artífexs de la seva època i va desenvolupar un estil personal i sense parangó en el seu temps. De no ser obra directa de Gaudí caldria veure llavors la mà d'un col·laborador o deixeble seu, probablement sota el consell o les directrius del seu mestre. En aquesta línia caldria assenyalar a Josep Maria Jujol, autor del banc ondulat del parc Güell, que tantes semblances guarda amb el de Sant Boi. En última instància, es podria apuntar a un mestre d'obres o paleta del mateix cercle gaudinià, i en aquest cas un possible nom a ressenyar seria el de Lluís Parés, un dels paletes del parc Güell que era originari de Sant Boi, fet pel que podia haver traslladat a la seva ciutat natal l'estil que veia al parc-urbanització gaudinià en el qual treballava.
Cal remarcar que Gaudí passava sovint pel centre psiquiàtric en els anys en què va estar treballant a la cripta de la Colònia Güell a Santa Coloma de Cervelló, localitat pròxima a Sant Boi. Generalment agafava el tren fins a Cornellà, des d'on prosseguia en carruatge, passant pel manicomi, que en estar regentat per un orde religiós és probable que mantingués algun contacte amb l'arquitecte, de forta religiositat.